# Vabres, Gard
Vabres är en kommun i departementet Gard i regionen Occitanien i södra Frankrike. Kommunen ligger i kantonen Lasalle som tillhör arrondissementet Le Vigan. År 2022 hade Vabres 140 invånare.

## Befolkningsutveckling
Antalet invånare i kommunen Vabres
Referens:INSEE